# Tales from Muppetland: The Muppet Musicians of Bremen
Tales from Muppetland: The Muppet Musicians of Bremen is een televisiespecial uit 1972. Het is een moderne uitvoering van Grimms sprookje De Bremer stadsmuzikanten.
In deze musicalfilm vertelt Kermit de Kikker het verhaal over de Muppet-muzikanten van Bremen. Anders dan in het oorspronkelijke sprookje speelt het zich niet af in Duitsland, maar op het platteland van Louisiana.

## Verhaal
Leroy de ezel, T.R. de haan, Rover Joe de jachthond en Catgut de kat ontsnappen aan hun wrede eigenaren en gaan op zoek naar een beter leven. Ze vinden muziekinstrumenten, leren ze te bespelen en trekken eropuit als jazzband.
Terwijl hun eigenaren – een groep rovers genaamd Mordecai Sledge, Lardpork, Mean Floyd en Caleb Siles – zich schuilhouden in een hut om hun buit te verdelen, zien de dieren de schuilplaats aan voor een pension waar ze hun muziek ten gehore kunnen brengen in ruil voor kost en inwoning. De bijgelovige bendeleden slaan op de vlucht wanneer ze de dieren en hun muziek verwarren met rondwarende geesten.

## Poppenspelers
Jim Henson, Frank Oz, Jerry Nelson, Richard Hunt, John Lovelady, Danny Seagren en Faz Fazakas

## Stemmen
| Acteur           | Personage                      |
| ---------------- | ------------------------------ |
| Jerry Nelson     | T.R. en Caleb Siles            |
| Nick Nichols     | Leroy en Lardpork              |
| François Klanfer | Rover Joe en Mordecai Sledge   |
| Phyllis Marshall | Catgut                         |
| Jim Henson       | Kermit de Kikker en Mean Floyd |

## Trivia
- Twee prominente groepen Muppet-poppen, de ratten en de kippen, komen in deze film voor het eerst voor.